# Моксифлоксацин
Моксифлоксацин — противомикробное  лекарство из группы фторхинолонов ІV поколения для лечения бактериальной инфекции. Это включает пневмонию, конъюнктивит, эндокардит, туберкулез и синусит. 
Общие побочные эффекты включают диарею, головокружение и головную боль. Серьезные побочные эффекты могут включать спонтанные разрывы сухожилий, повреждение нервов и обострение миастении. Безопасность использования при беременности или кормлении грудью неясна. Моксифлоксацин входит в семейство препаратов фторхинолонов. Обычно это приводит к гибели бактерий, блокируя их способность дублировать ДНК.
С 2012 года моксифлоксацин включён в Перечень жизненно необходимых и важнейших лекарственных препаратов.

## Применение в медицине

### Показания
Инфекции верхних и нижних дыхательных путей: острый синусит, обострение хронического бронхита, внебольничная пневмония; инфекции кожи и мягких тканей.
Моксифлоксацин используется для лечения ряда инфекций, в том числе: инфекции дыхательных путей, целлюлит, сибирская язва, внутрибрюшные инфекции, эндокардит, менингит и туберкулез.
В США моксифлоксацин лицензирован для лечения острого бактериального синусита, острого бактериального обострения хронического бронхита, внебольничной пневмонии, сложных и неосложненных инфекций кожи и кожных структур, а также сложных внутрибрюшных инфекций. В Европейском Союзе он лицензирован для лечения острых бактериальных обострений хронического бронхита, нетяжелой внебольничной пневмонии и острого бактериального синусита. Основываясь на расследовании сообщений о редких, но тяжелых случаях токсического поражения печени и кожных реакций, Европейское агентство по лекарственным средствам рекомендовало в 2008 году ограничить использование пероральной (но не внутривенной) формы моксифлоксацина инфекциями, при которых присутствуют другие антибактериальные агенты. не могут быть использованы или потерпели неудачу. В США маркетинговое разрешение не содержит этих ограничений, хотя этикетка содержит заметные предупреждения о кожных реакциях.
Первоначальное одобрение FDA (декабрь 1999 г.) охватывало следующие признаки:
- Острые обострения хронического бронхита
- Острый бактериальный синусит
- Внебольничная пневмония

Дополнительные показания, одобренные FDA:
- Апрель 2001 г .: неосложненные инфекции кожи и кожных структур[8].
- Май 2004 г .: внебольничная пневмония, вызванная Streptococcus pneumoniae с множественной лекарственной устойчивостью[9].
- Июнь 2005 г .: Осложненные инфекции кожи и кожных структур[10].
- Ноябрь 2005 г .: Осложненные внутрибрюшные инфекции[11].

Европейское агентство по лекарственным средствам сообщило, что при пневмонии, остром бактериальном синусите и обострениях ХОБЛ его следует использовать только тогда, когда другие антибиотики не подходят.
Не было одобрено применение моксифлоксацина для перорального и внутривенного введения в педиатрической популяции. Значительное количество антибиотиков, найденных в пределах этого класса, включая моксифлоксацин, не лицензировано FDA для использования у детей из-за риск необратимого повреждения опорно-двигательный аппарат.
Моксифлоксацин одобрен для лечения инфекций конъюнктивы, вызванных чувствительными бактериями.

### Чувствительные бактерии
Действенны в отношении широкого спектра бактерий, в том числе:
- Золотистый стафилококк
- Эпидермальный стафилококк
- Пневмококк
- Haemophilus influenzae
- Klebsiella spp.
- Moraxella catarrhalis
- Enterobacter spp.
- Mycobacterium spp.
- бацилла сибирской язвы
- Mycoplasma genitalium[18]

## Побочные эффекты
Часто — 1-10 %, редко — 0.1-1 %, крайне редко — 0.01-0.1 %.
Со стороны пищеварительной системы: часто — боль в животе, диспепсия (в том числе метеоризм, тошнота, рвота, запор, диарея), повышение активности «печеночных» трансаминаз; редко — сухость во рту, кандидоз слизистой оболочки полости рта, анорексия, стоматит, глоссит, повышение гамма-глутаминтрансферазы; крайне редко — гастрит, изменение цвета языка, дисфагия, транзиторная желтуха. 

Со стороны нервной системы: часто — головокружение, головная боль; редко — астения, бессонница или сонливость, нервозность, чувство тревоги, тремор, парестезии; крайне редко — галлюцинации, деперсонализация, увеличение мышечного тонуса, нарушение координации движений, ажитация, амнезия, афазия, эмоциональная лабильность, нарушение сна, расстройства речи, нарушения когнитивных процессов, гипестезия, судороги, спутанность сознания, депрессия. 

Со стороны органов чувств: часто — изменение вкуса; крайне редко — нарушение зрения, амблиопия, потеря вкусовой чувствительности, паросмия. 

Со стороны сердечно-сосудистой системы: редко — тахикардия, повышение артериального давления, сердцебиение, боль в груди, удлинение интервала QT; крайне редко — снижение артериального давления, вазодилатация. 

Со стороны дыхательной системы: редко — одышка; крайне редко — бронхиальная астма. 

Со стороны опорно-двигательного аппарата: редко — артралгия, миалгия; крайне редко — боль в спине, боли в ногах, артрит, тендопатии. 

Со стороны мочеполовой системы: редко — вагинальный кандидоз, вагинит; крайне редко — боли внизу живота, отёк лица, периферические отеки, нарушение функции почек. 

Аллергические реакции: редко — сыпь, зуд; крайне редко — крапивница, анафилактический шок. Местные реакции: часто — отёк, воспаление, боль в месте введения; редко — флебит. 

Лабораторные показатели: редко — лейкопения, увеличение протромбинового времени, эозинофилия, тромбоцитоз, повышение активности амилазы; крайне редко — снижение концентрации тромбопластина, уменьшение протромбинового времени, тромбоцитопения, анемия, гипергликемия, гиперлипидемия, гиперурикемия, повышение активности ЛДГ. 

Связь с приемом препарата не доказана: увеличение или уменьшение гематокрита, лейкоцитоз, эритроцитоз или эритропения, снижение концентрации глюкозы, Hb, мочевины, увеличение активности щелочной фосфатазы. 

Прочие: редко — кандидоз, общий дискомфорт, потливость.

### Передозировка
Однократной приём дозы до 2,8 г не был связан с какими-либо серьёзными побочными реакциями.
Лечение: Промывание желудка и применение активированного угля целесообразно только в случае передозировки при приёме внутрь. Пациентам требуется гидратация, мониторинг ЭКГ (в связи с возможностью удлинения интервала QT), симптоматическая терапия.

## Противопоказания
Гиперчувствительность, возраст до 18 лет (из-за риска необратимого повреждения опорно-двигательного аппарата), эпилепсия, тяжёлая диарея, беременность, период лактации. Для глазных капель с моксифлоксацином детский и даже младенческий возраст не является противопоказанием.

### С осторожностью
Судорожный синдром (в анамнезе), печёночная недостаточность (класс C по шкале Чайлд-Пью), удлинение интервала Q-T; брадикардия, ишемия миокарда, одновременный приём препаратов, замедляющих проводимость сердца (в том числе антиаритмиков класса Iа, II, III, трициклических антидепрессантов, нейролептиков); пациенты, находящиеся на гемодиализе (недостаточный опыт применения); диарея, псевдомембранозный колит; одновременный приём ГКС.

## Взаимодействие
Антациды, минеральные вещества, поливитамины ухудшают абсорбцию (вследствие образования хелатных комплексов с поливалентными катионами) и снижают концентрацию моксифлоксацина в плазме (одновременный прием возможен с интервалом в 4 ч до или 2 ч после приема моксифлоксацина). Одновременное применение с др. хинолонами повышает риск удлинения интервала Q-T. Ранитидин снижает всасывание моксифлоксацина. Не взаимодействует с пробенецидом, варфарином, пероральными контрацептивами, теофиллином, глибенкламидом, морфином, итраконазолом. Незначительно влияет на фармакокинетические параметры дигоксина. ГКС увеличивают риск развития тендовагинита или разрыва сухожилия. Раствор для инфузий совместим со следующими растворами лекарственными средствами: 0.9 % и 1 молярным раствором хлорида натрия, водой для инъекций, раствором декстрозы (5, 10 и 40 %), 20 % раствором ксилита, раствором Рингера, Рингера-лактата, 10 % раствором Аминофузина, раствором Йоностерила. Несовместим с 10 и 20 % растворами хлорида натрия, 4.2 и 8,4 % раствором гидрокарбоната натрия.

## Фармакологическое действие
Противомикробное средство из группы фторхинолонов, действует бактерицидно. Проявляет активность в отношении широкого спектра грамположительных и грамотрицательных микроорганизмов, анаэробных, кислотоустойчивых и атипичных бактерий: Mycoplasma spp., Chlamydia spp., Legionella spp. Эффективен в отношении бактериальных штаммов, резистентных к бета-лактамным антибиотикам и макролидам. Активен в отношении большинства штаммов микроорганизмов: грамположительные — Staphylococcus aureus (включая штаммы, нечувствительные к метициллину), Streptococcus pneumoniae (включая штаммы, устойчивые к пенициллину и макролидам), Streptococcus pyogenes (группа А); грамотрицательные — Haemophilus influenzae (включая как продуцирующие, так и не продуцирующие бета-лактамазу штаммы), Haemophilus parainfluenzae, Klebsiella pneumoniae, Moraxella catarrhalis (включая как продуцирующие, так и не продуцирующие бета-лактамазу штаммы), Escherichia coli, Enterobacter cloacae; атипичные — Chlamydia pneumoniae, Mycoplasma pneumoniae. По данным исследований in vitro, хотя перечисленные ниже микроорганизмы чувствительны к моксифлоксацину, тем не менее безопасность и эффективность его при лечении инфекций не была установлена. Грамположительные микроорганизмы: Streptococcus milleri, Streptococcus mitis, Streptococcus agalactiae, Streptococcus dysgalactiae, Staphylococcus cohnii, Staphylococcus epidermidis (включая штаммы, чувствительные к метициллину), Staphylococcus haemolyticus, Staphylococcus hominis, Staphylococcus saprophyticus, Staphylococcus simulans, Corynebacterium diphtheriae. Грамотрицательные микроорганизмы: Bordetella pertussis, Klebsiella oxytoca, Enterobacter aerogenes, Enterobacter agglomerans, Enterobacter intermedius, Enterobacter sakazakii, Proteus mirabilis, Proteus vulgaris, Morganella morganii, Providencia rettgeri, Providencia stuartii. Анаэробные микроорганизмы: Bacteroides distasonis, Bacteroides eggerthii, Bacteroides fragilis, Bacteroides ovatus, Bacteroides thetaiotaomicron, Bacteroides uniformis, Fusobacterium spp., Porphyromonas spp., Porphyromonas anaerobius, Porphyromonas asaccharolyticus, Porphyromonas magnus, Prevotella spp., Propionibacterium spp., Clostridium perfringens, Clostridium ramosum. Атипичные микроорганизмы: Legionella pneumophila, Coxiella burnetii. Блокирует топоизомеразами II и IV ферменты, контролирующие топологические свойства ДНК и участвующие в репликации, репарации и транскрипции ДНК. Действие моксифлоксацина зависит от его концентрации в крови и тканях. Минимальные бактерицидные концентрации почти не отличаются от минимальной подавляющей концентрации. Отсутствует перекрестная резистентность с пенициллинами, цефалоспоринами, аминогликозидами, макролидами и тетрациклинами. Общая частота развития резистентности низкая. Исследования in vitro показали, что резистентность к моксифлоксацину развивается медленно в результате ряда последовательных мутаций. Между препаратами из группы фторхинолонов наблюдается перекрестная резистентность. Однако некоторые грамположительные и анаэробные микроорганизмы, устойчивые к др. фторхинолонам, чувствительны к моксифлоксацину. Не оказывает фотосенсибилизирующего действия.

### Фармакокинетика
При пероральном приёме всасывается почти полностью (независимо от приема пищи). Биодоступность — 90 %. CCs — через 3 дня после начала терапии. TCmax после однократного назначения 400 мг моксифлоксацина 0.5-4 ч, Cmax составляет 3.1 мг/л. Связь с белками плазмы (преимущественно с альбуминами) — 40 %. Быстро распределяется в организме. Высокие концентрации достигаются в легких, альвеолярных макрофагах, слизистых оболочках бронхов и носовых пазух. Не подвергается биотрансформации микросомальной системой цитохрома P450 в печени. T½ — 12 ч. Выводится почками в неизмененном виде и в виде неактивных метаболитов; 45 % неизменного препарата выводится с мочой и калом. Фармакокинетические показатели не зависят от пола и возраста (у детей фармакокинетика не изучалась), не изменяются при нарушении функции почек (при клиренсе креатинина (КК) более 30 мл/мин/1.73 м2) и печени.

## Режим дозирования
Курс лечения при обострении хронического бронхита — 5 дней, внебольничной пневмонии — 10 дней, остром синусите, инфекциях кожи и мягких тканей — 7 дней. Не требуется изменения режима дозирования у пожилых пациентов, при печеночной (группы A, B по шкале Чайлд-Пьюга) и/или почечной (в том числе при КК менее 30 мл/мин/1.73 м²) недостаточности.

## Особые указания
Во время терапии фторхинолонами могут развиваться воспаление и разрыв сухожилия, в особенности у пожилых больных и у пациентов, параллельно получающих ГКС. При первых признаках боли или воспаления сухожилий больные должны прекратить лечение и иммобилизировать пораженную конечность. Существует прямая зависимость между повышением концентрации моксифлоксацина и увеличением интервала Q-T (риск развития желудочковых аритмий, включая torsades de pointes). Вследствие этого не следует превышать рекомендуемые дозу (400 мг) и скорость инфузии (не менее 60 мин). В случае развития тяжелой диареи на фоне лечения препарат следует отменить.